# High Speed Surface Transport
High Speed Surface Transport (HSST) ist eine japanische Magnetschwebebahn für die Personenbeförderung im Stadtverkehr.

## System
Der Antrieb von HSST beruht auf dem Prinzip des Linearmotors. Der Stator des Linearmotors ist – anders als beim Transrapid – im Fahrzeug und nicht in den Schienen eingebaut. Da sich so keine Spannung induzieren kann, benötigen die Fahrzeuge immer eine Stromversorgung (275 V), die über Schleifer zu den Schienen hergestellt wird. Die Elektromagnete sind unter den Schienen positioniert, so dass sich der Zug zu den Schienen hin anzieht und nicht wie beim JR-Maglev abstößt. Der Abstand zur Schiene wird über einen Sensor kontrolliert.
Die Schlüsseltechnologie HSST wurde von Krauss-Maffei Transurban übertragen.

## Versuchsanlagen und -fahrzeuge

### HSST-01
HSST-01 wurde 1974 entwickelt und erreichte 1978 eine Geschwindigkeit von 307,8 km/h.

### HSST-02
HSST-02  wurde 1981 gebaut und bot Platz für zwei Personen, das Versuchsfahrzeug erreichte eine Geschwindigkeit von 110 km/h. Das Fahrzeug ist innen geführt.

### HSST-03
Das Versuchsfahrzeug HSST-03 wurde zur Expo 85 fertiggestellt. Es ist 13,8 m lang, 3 m breit und 12 Tonnen schwer und steht jetzt im Minami Park in Okazaki (Japan).

### HSST-04
HSST-04 wurde 1988 fertiggestellt und war die erste Generation, die außen geführt war. Es war 19,4 m lang, 3 m breit, 20 Tonnen schwer und 40 km/h schnell.

### HSST-05
Das Versuchsfahrzeug HSST-05 war das erste zweiteilige Fahrzeug und wurde 1989 gebaut. Es war 36,3 m lang, 3 m breit, wog 40 Tonnen und war 45 km/h schnell.

### HSST-100S
HSST-100S war ein für den Nahverkehr taugliches Versuchsfahrzeug aus zwei Sektionen, die jeweils 5,5 m lang waren, 10 Tonnen wogen und 67 Personen befördern konnten. Es hatte 6 Antriebsmodule.

### HSST-100L
HSST-100L war eine Art Vorserienfahrzeug und war seinem Vorgänger recht ähnlich. Es bestand ebenfalls aus zwei Sektionen, die jeweils 8,5 m lang waren, 15 Tonnen wogen und 110 Personen befördern konnten. Das Fahrzeug hatte 10 Antriebsmodule.

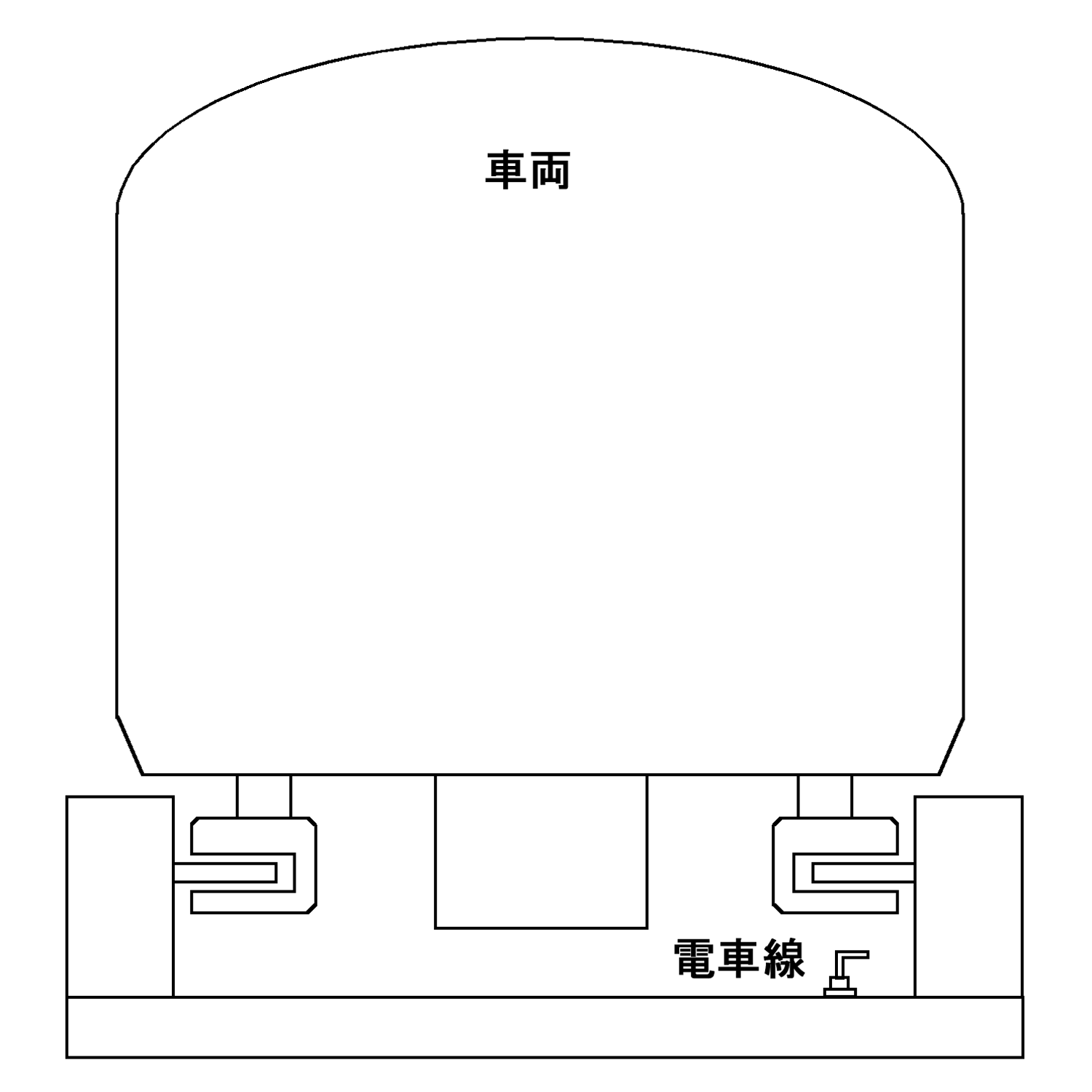
Innere Führung beim HSST-02
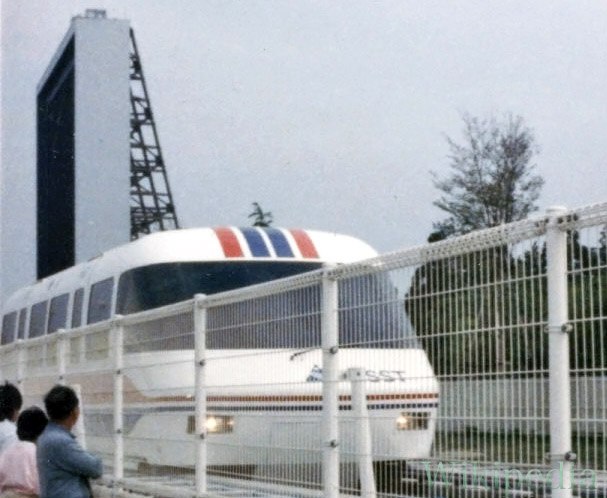
HSST-03 auf der Expo 85
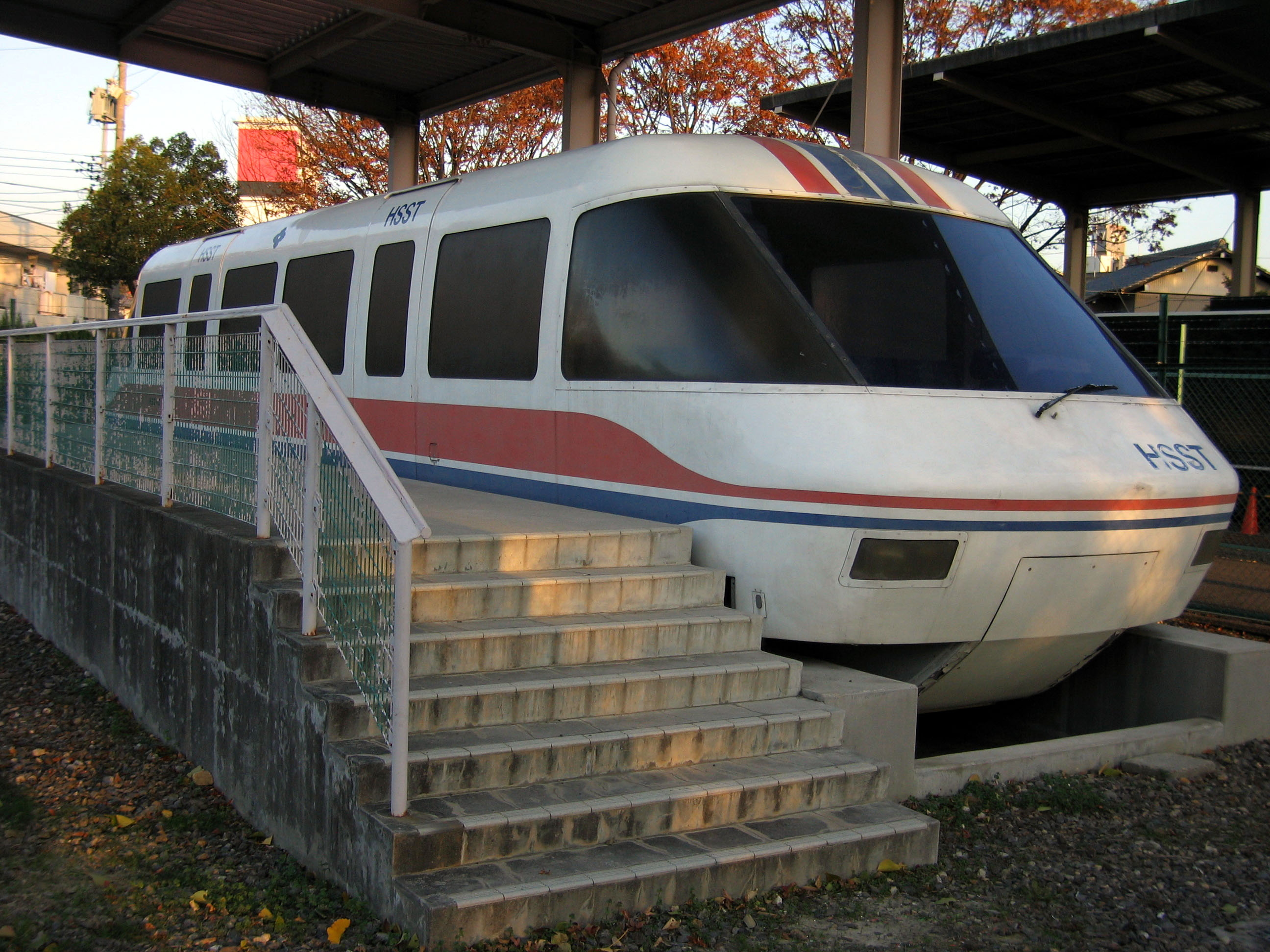
HSST-03 heute
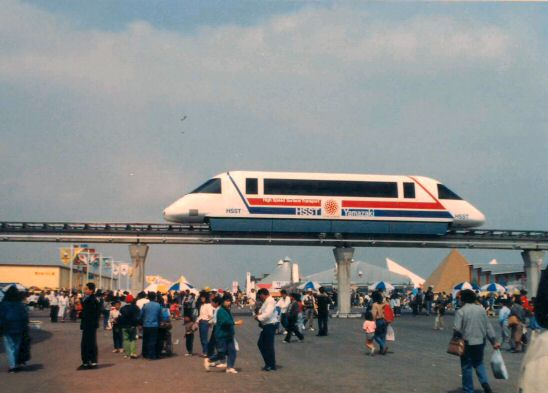
HSST-04
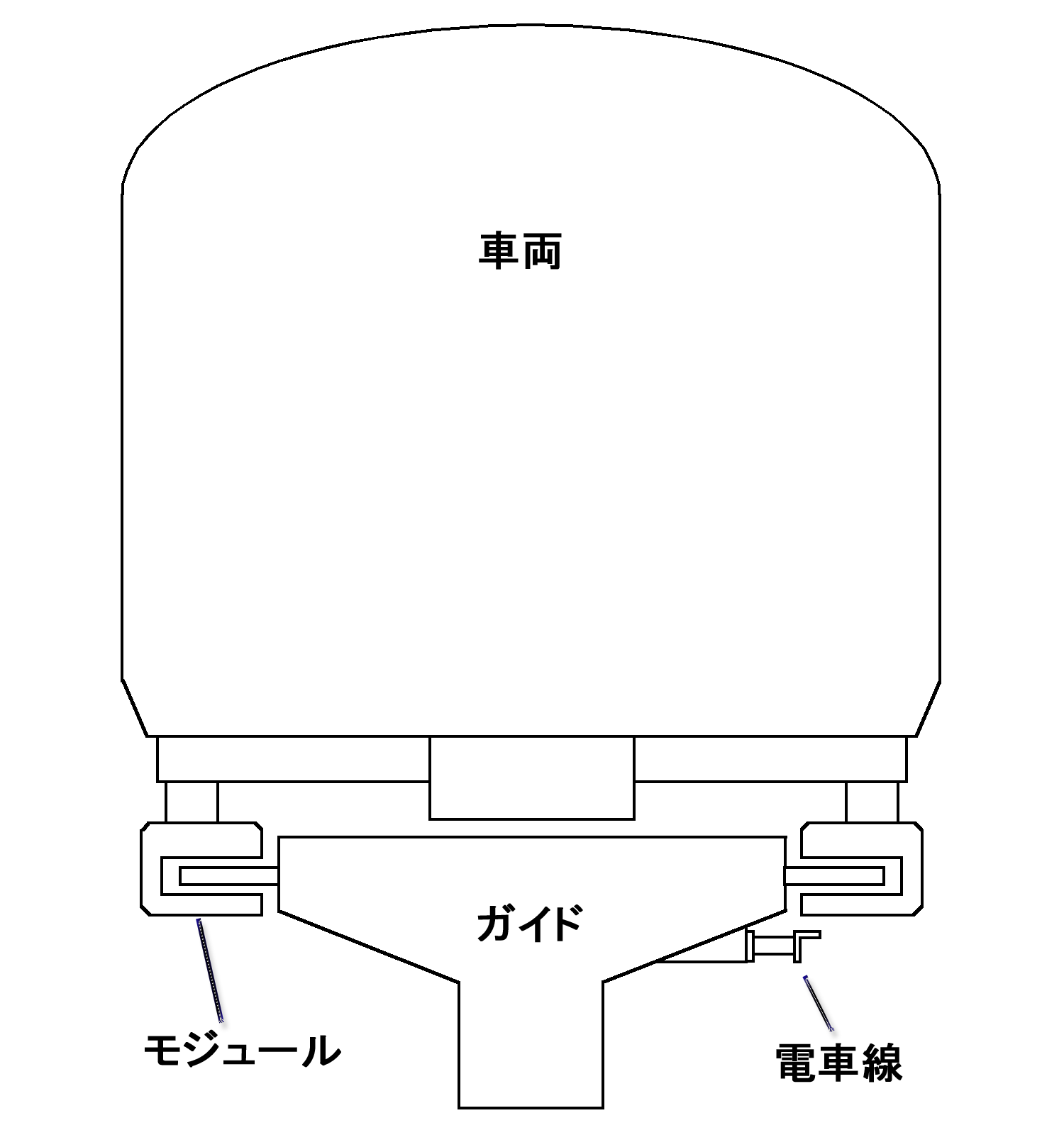
Äußere Führung beim HSST-04
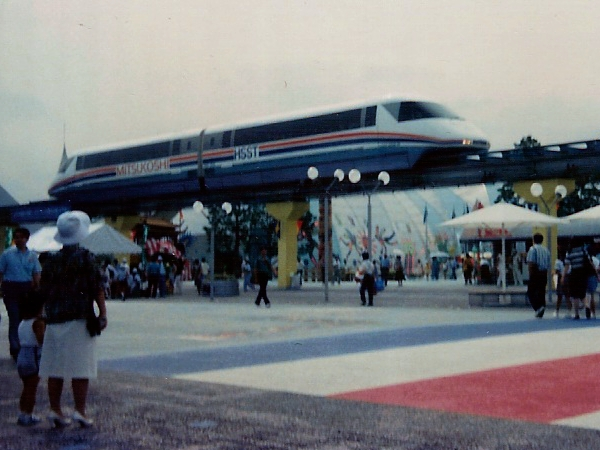
HSST-05

## Linimo

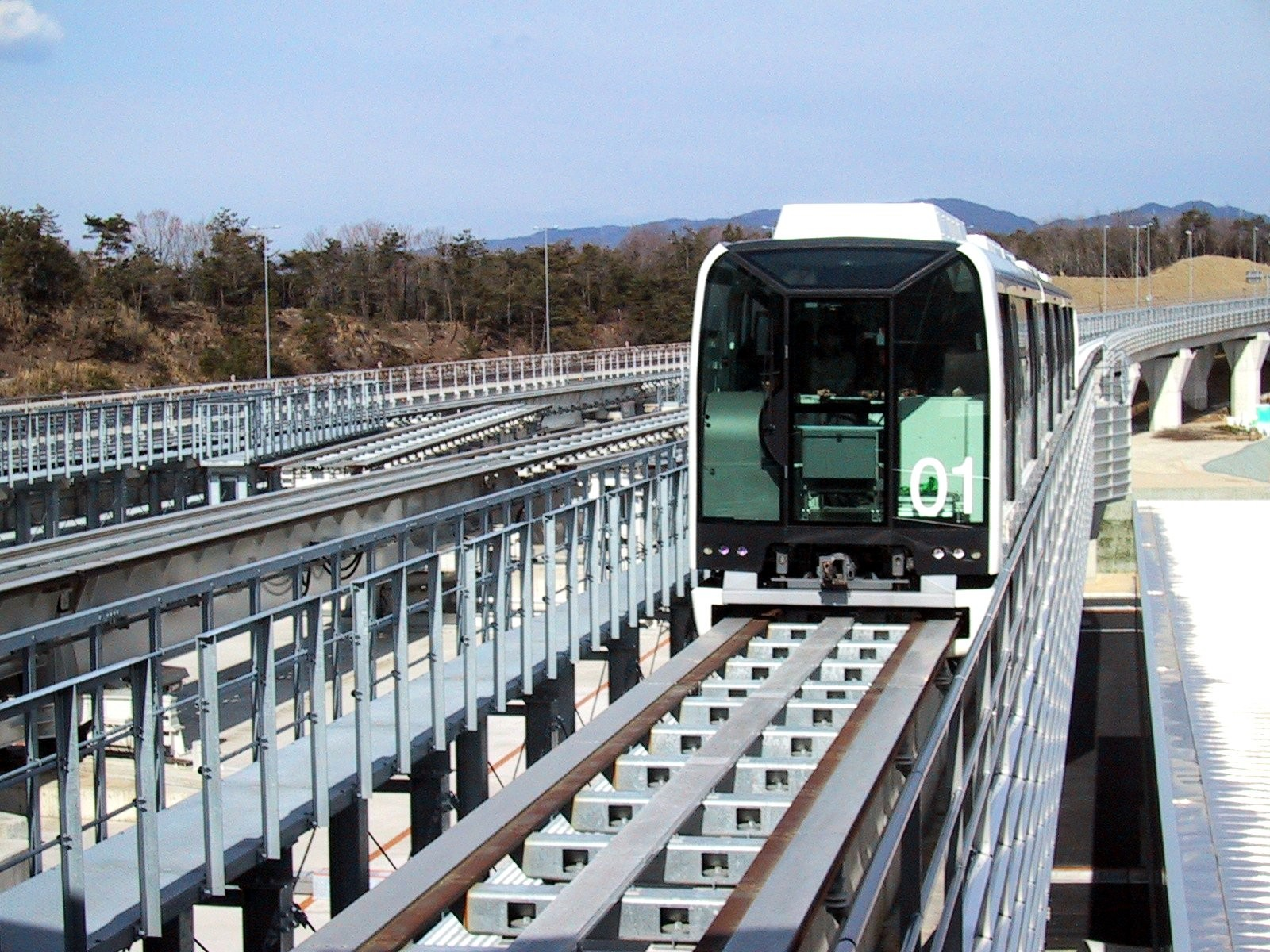
Linimo-Zug fährt vorwärts in den Bahnhof Fujigaoka

Linimo ist die erste kommerzielle Anwendung und wurde zur Expo 2005 eingerichtet. Die 8,9 Kilometer lange Linie verbindet die U-Bahn-Station Fujigaoka mit der Station Yakusa der Aichi-Ringlinie.